# Xu Changquan
Xu Changquan (16 januari 1997) is een Chinees wielrenner die anno 2025 rijdt voor Li Ning Star.

## Carrière
In 2019 werd Xu zesde op het nationale kampioenschap tijdrijden. Een jaar later werd hij tiende in de door Wang Meiyin gewonnen wegwedstrijd. In 2022 maakte Xu de overstap naar China Glory Continental Cycling Team, waar Maarten Tjallingii de manager was. Hij nam dat jaar onder meer deel aan de Ronde van Turkije en de Ronde van Slovenië. Op het wereldkampioenschap in Wollongong eindigde Xu op plek 46 in de tijdrit, waarmee hij enkel Edward Oingerang en Drabir Alam voorbleef.

## Ploegen
- 2020 –  Ningxia Sports Lottery Continental Team
- 2021 –  Ningxia Sports Lottery Cycling Team
- 2022 –  China Glory Continental Cycling Team
- 2023 –  China Glory Continental Cycling Team
- 2024 –  Hengxiang Cycling Team
- 2025 –  Li Ning Star